# Cassegrain (ottica)

Raggi di luce in un telescopio Cassegrain

La configurazione Cassegrain consiste nell'utilizzare uno specchio primario concavo di forma parabolica e uno specchio secondario convesso iperbolico. Con questa configurazione allo specchio primario i raggi di luce vengono riflessi verso il fuoco, arrivando allo specchio secondario; qui, con la forma iperbolica, tra i due fuochi sono riflessi verso quello più interno, corrispondente all'oculare, passando attraverso l'apertura dello specchio primario. Al fine di ciò lo specchio secondario viene posto in modo da avere l'altro fuoco coincidente col fuoco del primo specchio. Il nome deriva dall'astronomo francese Laurent Cassegrain che lo ideò a fine del XVII secolo.